# 馬克27號核武器
馬克27號核武器（英語：Mark 27 nuclear bomb）與密切相關的W27核彈頭是由美國在1950年代後期設計的熱核武器。

## 歷史和設計
馬克27號核武器是由加州大學放射實驗室(現為勞倫斯利佛摩國家實驗室)於1950年代中期開始設計。馬克27號的基本設計概念與洛斯阿拉莫斯科學實驗室(現為洛斯阿拉莫斯國家實驗室)的馬克28號/ B-28核彈/W28熱核彈頭的設計概念相競爭。馬克27號的重量約為馬克28號/ B-28核彈/W28核彈頭的2倍。馬克27號的爆炸當量為190萬噸(7,900 TJ)，而馬克28號/ B-28核彈/W28核彈頭則為110萬噸(4,600 TJ)(後來為145萬噸(6,100 TJ))。
馬克27號核武器興W27核彈頭於1958年開始生產，隨著約翰·甘迺迪政府開始重新分配載人核轟炸機計劃的資金，Mk-27和W27均於1964年退役。有兩種美國海軍轟炸機攜帶Mk-27，分別是A-3攻擊機和A-5攻擊機，在1965年，它們都從攻擊機轉變為加油機。
W27核彈頭的直徑為31英吋(790 mm)，長75英吋(1,900 mm)，重2,800磅(1,300 kg)。生產了20枚W27核彈頭以用以美國海軍RGM-15導彈。1964年，W27核彈頭和RGM-15導彈一起服役的計劃被撤回。
馬克27號核武器的直徑為30英吋(760 mm)，長124-142英吋(3,100-3,600 mm)，取決於具體型號。它的3個型號重3,150-3,300磅(1,430-1,500 kg)。總共生產了700枚馬克27號。

## 解釋性說明
1. ↑  W27是唯一供獅子座系列導彈使用的核彈頭。

## 外部連結
- Allbombs.html list of all US nuclear warheads at nuclearweaponarchive.org